# Hypena obfuscalis
Hypena obfuscalis là một loài bướm đêm trong họ Erebidae.